# Michael Tiemann
Pour les articles homonymes, voir Tiemann.
Michael Tiemann est le vice-président de la division logiciels libres chez Red Hat, président de l'OSI et cofondateur de la société Cygnus Solutions à la fin des années 1980
Il est également connu pour ses contributions aux premières versions du compilateur GNU GCC.